# チオ酢酸フルフリル
チオ酢酸フルフリル（チオさくさんフルフリル、英: S-Furfuryl thioacetate）は、化学式C7H8O2Sで表される有機化合物。主に食品用香料として用いられる。天然には、コーヒーなどに存在する。

## 用途
ローストナッツないし肉の香りを持ち、飲料やプリン、肉製品のフレーバーとして使用される。香料用途としてはシグマアルドリッチやBedoukian社、Penta Mfg社が製造する。 

## 安全性
日本の消防法では危険物第4類・第3石油類に分類される。眼や皮膚に対する刺激性がある。